# Міхаліс Кукулакіс
Міхаліс Кукулакіс (грец. Μιχάλης Κουκουλάκης, нар. 25 червня 1975, Іракліон, Крит, Греція) — грецький  футбольний арбітр. Арбітр ФІФА з 2008 року.

## Кар'єра
Закінчив футбольну школу арбітрів у 1992. Він пройшов майже всі рівні грецького футболу, а з 2004 судить матчі в Суперлізі.
22 травня 2008 відсудив свій перший міжнародний матч кваліфікаційного відбору юнацького чемпіонату Європи між збірними Німеччини та Албанії 2:0.
21 червня 2008 дебютує в Кубку Інтертото між «Челіком» та «Ґрбалем» 3:2.
З 2009 судить матчі між національними збірними, а з 2011 також регулярно судить матчі Ліги чемпіонів УЄФА та Ліги Європи УЄФА.

## Матчі національних збірних
| Дата              | Місце проведення            | Збірні                      | Рахунок | Турнір               | ЖК | YK · YK · RK | RK |
| ----------------- | --------------------------- | --------------------------- | ------- | -------------------- | -- | ------------ | -- |
| 12 серпня 2009    | Торсгавн, Фарерські острови | Фарерські острови – Франція | 0 – 1   | Кваліфікація ЧС 2010 | 3  | 0            | 0  |
| 8 червня 2010     | Мурсія, Іспанія             | Іспанія – Польща            | 6 – 0   | Товариський матч     | 0  | 0            | 0  |
| 9 лютого 2011     | Тирана, Албанія             | Албанія – Словенія          | 1 – 2   | Товариський матч     | 0  | 0            | 0  |
| 7 червня 2011     | Баку, Азербайджан           | Азербайджан – Німеччина     | 1 – 3   | Кваліфікація ЧЄ 2012 | 2  | 0            | 0  |
| 7 жовтня 2011     | Сен-Дені, Франція           | Франція – Албанія           | 3 – 0   | Кваліфікація ЧЄ 2012 | 7  | 0            | 0  |
| 11 листопада 2011 | Сен-Дені, Франція           | Франція – США               | 1 – 0   | Товариський матч     | 2  | 0            | 0  |
| 16 жовтня 2012    | Київ, Україна               | Україна – Чорногорія        | 0 – 1   | Кваліфікація ЧС 2014 | 9  | 0            | 0  |
| 15 жовтня 2013    | Сен-Дені, Франція           | Франція – Фінляндія         | 3 – 0   | Кваліфікація ЧС 2014 | 3  | 0            | 0  |
| 12 жовтня 2014    | Вільнюс, Литва              | Литва – Словенія            | 0 – 2   | Кваліфікація ЧЄ 2016 | 5  | 0            | 0  |
| 9 жовтня 2015     | Кишинів, Молдова            | Молдова – Росія             | 1 – 2   | Кваліфікація ЧЄ 2016 | 3  | 0            | 0  |